# 傑克遜波特 (阿肯色州)
傑克遜波特（英語：Jacksonport）是一個位於美國阿肯色州傑克遜縣的市鎮。

## 地理
傑克遜波特的座標為35°38′28″N 91°18′32″W / 35.64111°N 91.30889°W，而該地的平均海拔高度為69米（即226英尺）。

## 人口
根據2020年美國人口普查的數據，傑克遜波特的面積為0.97平方千米，皆為陸地。當地共有人口150人，而人口密度為每平方千米154人。